# علی‌اکبر گلشن
علی‌اکبر آزادی متخلص به گلشن، همچنین مشهور به گلشنِ آزادی (۲۱ اوت ۱۹۰۱–۲۰ ژوئیه ۱۹۷۴) روزنامه‌نگار، شاعر و نویسندهٔ ایرانی، از پیشگامان مطبوعات در استان خراسان بود.

## زندگی
علی‌اکبر بن محمد در سال ۶ جمادی‌الاولی ۱۳۱۹ق/ ۳۰ مرداد ۱۲۸۰ش/ ۲۱ اوت ۱۹۰۱م در تربت حیدریه زاده شد. پدرش بازرگان و یزدی‌الاصل بود که در هفت سالگی علی‌اکبر درگذشت. تحصیلات ابتدایی و بخشی از فنون شعر را در زادگاه خود از احمد سهیلی و احمد بهمنیار فراگرفت. در هجده سالگی به مشهد کوچید و به روزنامه‌نگاری پرداخت. سپس روزنامهٔ آزادی را پایه‌گذاری نمود و به مدت پنجاه سال آن را بی‌وقفه منتشر کرد. او از چهارده‌سالگی به سرودن شعر پرداخت، دیوان اشعارش که به پنج هزار بیت می‌رسد در سال ۱۳۳۲ش/۱۹۵۳م چاپ نمود. به تألیف و تصحیح نیز پرداخت.

گلشن با محمود فرخ خراسانی دوست نزدیک بود و آخرین روز زندگی‌اش را در منزل وی گذراند؛ در ۲۹ تیر ۱۳۵۳/ ۲۰ ژوئیه ۱۹۷۴ در مشهد درگذشت و در باغ خواجه ربیع دفن شد؛ ماده‌تاریخ آن از نظمی تبریزی:
| فشاند آخر فلک دامان بگلشن     |  | پریشان شد سروسامان بگلشن    |
| سخن بی‌پرده باید گفتن، اینک    |  | دهد کلک فنا فرمان بگلشن     |
| اجل از پیش چشمش پرده برداشت   |  | کنون پیداست هر پنهان بگلشن  |
| یکی آزاده‌مردی بود و زانجاست   |  | همین آزادگی عنوان بگلشن     |
| ز فضل و شعرش اینجا چون نویسم؟ |  | مگر سازم یکی دیوان بگلشن    |
| دریغا، گشته بود از جور گردون  |  | سراپا زندگی زندان بگلشن     |
| روا باشد اگر دائم بنالند      |  | ادیبان از دل و از جان بگلشن |
| پی تاریخ وی نظمی رقم زد:      |  | هزاران رحمت از یزدان بگلشن  |

ا

## آثار
- دیوان اشعار: چاپ ۱۳۳۲ش/۱۹۵۳م.
- داستان‌ها و دستان‌ها
- شاهان وارون‌تخت: مثنوی.
- گلشن ادب: تذکره، شرح حال و منتخب اشعار شعرای خراسان در دوازد قرن.
- صد سال شعر خراسان

## نمونه شعر
برو قوی شو
ز بس‌که چشم تو مردم فریب و محتال است
هزار چشم چو چشم منش به دنبال است
به غیر وصل توأم نیست آرزویی لیک
مرا همیشه فلک بر خلاف آمال است
کجا به دامن وصل تو دسترس دارد
کسی‌که چون من بیچاره تیره اقبال است
ز عزم خویش بجان تو منصرف نشوم
اگر چه در ره عشقت هزار اشکال است
قدم گذار به بازار حسن خویش و ببین
برای قیمت یک بوسه‌ات چه جنجال است
برو قوی شو اگر راحت جهان طلبی
که در نظام طبیعت ضعیف پامال است
نگر به دفتر کردار مردمان بزرگ
که عز و جاه نصیب رجال فعال است
گذشت دورهٔ سلطان حسین و دلشادم
که روزگار به عکس مرام جهال است
به درد (گلشن) بیدل کجا رسی زیرا
زبان ناطقه در شرح هجر تو لال است